# Квятковский, Людвиг Лукич
Людвиг Лукич Квятковский (24 июня [6 июля] 1894, Керчь, Таврическая губерния — 15 января 1977, Москва) — русский, советский художник, книжный иллюстратор, литератор. Представитель культуры Серебряного века.

## Биография
Родился 24 июня (6 июля) 1894 в Керчи, в семье, вышедшей из польских шляхтичей. Отец — Лука Мартынович (1849—1920), унтер-офицер; мать — Марфа Ивановна (1865—1943), из рода Кухарских. Детство провёл в Феодосии. Рисовать начал в гимназические годы. В 1909 году познакомился с М. Волошиным и его окружением. Особую роль в становлении художника сыграли исследовательница татарских вышивок А. М. Петрова, М. В. Сабашникова и А. К. Герцык.
В 1909—1910 году учился в Рисовальной школе Общества поощрения художников, изучал технику иконописи, пользовался советами Б. М. Кустодиева. В 1910 году сжёг свои ранние работы, а осенью поступил в частную школу-студию живописи Ф. И. Рерберга в Москве. В первой половине 1910-х годов жил в Москве, Петербурге и Феодосии, при этом в Крыму он был постоянным участником кружка, сложившегося вокруг М. Волошина. По воспоминаниям А. И. Цветаевой «лицо его было лицом Вергилия: узкие смуглые щёки, огромные, длинного разреза синие глаза. Орлиность в линии длинного носа. Суховатый уклончивый рот. Но в смехе его была безудержность блаженства».
В 1912 году поступил в Московское училище живописи, ваяния и зодчества, летом 1913 года — в Мюнхенскую художественную прикладную школу (K. Kunstgewerbeschule), где пробыл до конца марта 1914 года, изучал технику живописи на стекле. Летом 1914 года совместно с М. Волошиным, А. Н. Толстым и Ю. Оболенской участвовал в росписи коктебельского кафе «Бубны», зимой 1914—1915 годов публиковал рисунки тушью в журнале «Голос жизни», в феврале 1915 года участвовал в выставке в Москве.
В апреле 1915 года был призван на военную службу, в декабре — отправлен на фронт вольноопределяющимся, осенью 1916 года был ранен, в феврале 1917 года получил отпуск на месяц и уехал в Феодосию, где его застали события революции. В 1919 году в Крыму начал работать с куклами для спектаклей театра Зелинского, позднее, в 1922 году, вновь работал над театральными куклами уже для Камерного театра Таирова.
В 1920 году после изгнания Врангеля сотрудничал в составе Феодосийской секции КрымОХРИСА, которая, в частности, производила учёт художественных ценностей Феодосийского уезда, совместно с М. А. Волошиным под руководством Г. А. Магулы.
В конце 1921 года переехал в Москву, работал для театров и издательств, занимался рисованием с детьми. В 1923—1930 годах обучался на графическо-печатном факультете ВХУТЕМАСа (с 1926 — ВХУТЕИН). Здесь его учителями стали П. Я. Павлинов, В. А. Фаворский, П. А. Флоренский. За годы учёбы художник выпустил две сохранившиеся книги:
- Контрольная работа: А. Бусов. Аманда. Новелла [и экспромты] / Обложка, графическое оформление, иллюстрации Л. Квятковского. Руководил работой проф. Н. И. Пискарев (1892—1959). Фронтиспис выполнен под руководством проф. В. А. Фаворского. — М. : В. Х.Т. И.; [ГИЗ], 1927 г. (КП5733, КП5734).

(А. Бусов — псевдоним самого Квятковского. Книга содержит воспоминания о его крымском детстве, о девушке, называемой им «Амандой»).
- Дипломная работа: Шатилов Б. А. Повесть о портном и почтальоне / Обложка, иллюстрации Л. Квятковского (гравюра на дереве). — М.: В. Х.Т. И.; [ГИЗ], 1928.

В 1930-х годах был членом общества «Четыре искусства». В 1933 году вступил в Союз советских художников, участвовал в выставках. 4 марта 1938 года был арестован, провел 10 лет в лагерях. После освобождения жил в Грузинской ССР, в селе Мукузани и городе Гурджаани (заведовал совхозным клубом, работал декоратором). Вернулся в Москву в 1955 году, в 1957 реабилитирован «за отсутствием состава преступления». В 1961 и 1967 годах посетил Крым с творческими командировками, побывал в местах свой молодости в Коктебеле и Судаке.
Умер 15 января 1977 года в Москве.

## Творчество
Л. Л. Квятковский работал как пейзажист, график (в технике перо, уголь, резьба по дереву, работа с пластиком, линолеумом, выжигание и пр.), иллюстратор книг, художник-монументалист (автор мозаичных панно), создавал экслибрисы. Однако значительная часть его работ пропала после ареста в 1938 году. Сохранились произведения, созданные после 1955 года и оформленные им книги. В 1960-е годы создал около 30 экслибрисов.
Иллюстрирование и оформление книг:
- Н. Н. Никандров. Морской Атаман. – М. : Молодая гвардия. 1930.
- Арминий Вамбери. Приключения Арминия Вамбери, описанные им самим. – М. : ОГИЗ; Молодая гвардия. 1931.
- Н. Ушаков. Горячий цех. Стихи. – М. : Советская литература, 1933.
- П. Г. Антокольский. Франсуа Вийон: Поэма. – М. : ГИХЛ, 1934.
- Морозовская стачка 1885. Сборник статей, документов и воспоминаний. – М. : Московский рабочий. 1935.
- Журналы «Боец. Охотник» за 1934 год.